# Gebroken Slot
Het Gebroken Slot is de naam van kasteel Grubbenvorst, ook bekend als burcht Grebben. De naam verwijst al eeuwenlang naar de verwoeste staat van het kasteel.
Het mottekasteel dateert uit circa 1300 en is gelegen aan de weg van Blerick naar Grubbenvorst. Het Gebroken Slot is niet toegankelijk voor publiek.

## Geschiedenis
De eerste vermelding is in het leenaktenboek, waarin Willem van Millen zijn huys Gribben als open huis opdraagt aan de graaf van Gelre in 1311. Hij had in 1308 de tol hier en in Venlo. Zijn vader heette ook Willem en was reeds voor 1272 overleden. Het vererfde via zijn dochter Elisabeth aan de graven Van den Bergh die het in 1386 verkochten aan Frederik van Wevelinghoven. Naderhand kwam het in 1645 aan Dirk Schenck van Nijdeggen; via vererving kwam het in bezit van de familie Van Hoensbroeck. Zij verkocht het in 1848 aan A.L. Receveur en via zijn dochter aan A.H.M. Willemse, waarbij in 1991 de heer C.J.M. Willemse via een erfdeling het eigendom verkreeg. Sinds 2013 is de familie Van den Hombergh eigenaar van het Gebroken Slot en het bijbehorende landgoed.
Het kasteel werd twee maal verwoest. De eerste keer in 1511 door de Schotse troepen van Maximiliaan van Oostenrijk. De tweede keer in 1586 door de troepen van de hertog van Parma. Sindsdien is het nooit meer herbouwd. De restanten van het kasteel werden in 1944 nog verder verwoest door de Duitsers, toen ze bij hun vertrek de stellingen opbliezen die ze in de burchtheuvel hadden gemaakt. Er staan nu alleen nog enkele brokstukken op de motteheuvel.

## Bouwkundig
Van de ruïne was tot 1944 een behoorlijk restant bewaard gebleven, zodat bekend is hoe het eruitgezien moet hebben. Het was een vierkante bakstenen burcht op een kunstmatige verhoging langs de rivier de Maas en de Everlose beek, waardoor het met een natuurlijke gracht omringd was. Het complex had aan de voorzijde twee torens. Rechts een zware ronde toren met kantelen en links een kleinere ronde toren. Aan de achterzijde had het een schuin geplaatste vierkante toren op de rechterhoek. De helft van het binnenterrein was woonhuis. Het geheel kende een ringmuur met enkele torentjes en een voorburcht.
In 1426 is het kasteel verbouwd blijkens een rekening. Uit 1623 is een bouwtekening bekend met een restauratieplan, dat gedeeltelijk uitgevoerd is (Archiv Schloss Haag). Hierbij is op de voorburcht in 1648 een boerderij gebouwd.
Aerwinkel · Kasteel Afferden · Aldt Huys · Aldenborgh · Kasteel Aldenghoor · Aldenhoven · Alte Burg · Kasteel Amstenrade · Slot Annendael · Kasteel Arcen · Baersdonck · Bakvliet · Baronsberg · Baxhof · Beegden ·  Benzenrade · Kasteel De Berckt · Kasteel Bethlehem · Beusdaelshof · Binsfeld · Huis Blankenberg · Kasteel Bleijenbeek · Blitterswijck · Boerlo · Bolberg · Bollenberg · Kasteel De Bongard · Borggraaf · Kasteel d'Erp · Kasteel Borggraaf · Kasteel Borgharen · Kasteel Born · Huis Bree · Breust · Kasteel Broekhuizen · Broekhuizen · Gracht Burggraaf · Kasteel De Burght · Kasteel Cartils · Cloppenburg (Oost-Maarland) · Kasteel Cortenbach · Huis De Dael · Dammerscheid · Kasteel De Bockenhof · De Donck (Sevenum) · De Donck (Swolgen) · De Dorth ·  Huis ten Dijcken · Kasteel Doenrade · De Doom · Douve · Douvenrade · De Dries · Kasteel Erenstein · Kasteel Eijsden · Eijsden · Einrade · Kasteel Elsloo · Ensenbroek · Eperhuis · Etzenraderhuuske · Exaten · Kasteel Eijckholt · Kasteel Eyckholt · Eys · Gastendonck · Kasteel Genbroek · Gebroken Slot · Kasteel Geijsteren · Kasteel Op Genhoes · Kasteel Genhoes · Genneperhuis · Kasteel Het Geudje · Kasteel Geulle · Kasteel Geusselt · Geijsteren · Gen Heck · Ghoor · Kasteel Goedenraad · Kasteel Grasbroek · Kasteel Groenendaal · Groethof · Groot Paarlo · Kasteel van Gronsveld · De Gun ·Kasteel Haeren · Kasteel Den Halder · Heerlaer · Heeze · Heijen · 's-Herenanstel · Kasteel Hillenraad · Kasteel Hoensbroek · Hoenshuis · Holstrate · Holtmühle · Huize Holtum · Kasteel Horn · De Horst · Huys ter Horst · Ten Hove (Grathem) · Ten Hove (Panningen) · Huis Brias · Huis Darth ·  Kasteel Hurpesch · Kasteel Sint-Jansgeleen · Kasteel Jerusalem · Kasteel Kaldenbroek · Den Kamp · Kasteel Karsveld · Kasteel Keverberg · Klein Paarlo · Klimmender Huuske · De Kolck · Koppelberg · Laar · Landsfort · Kasteel Lemiers · Kasteelruïne Lichtenberg · Kasteel Limbricht · Lonesteyn · Huize Lovendael · Mazenburg · Kasteel van Meerlo · Kasteel Meerssenhoven · Meezenbroek · Kasteel van Mheer · Middelaar · Kasteel Millen · Kasteel Montfort · Movert · Mulrode · De Munt · Château Neercanne · Kasteel Neubourg · Nienghoor · Huis Nierhoven · Kasteel Nieuwenbroeck · Nije Huys · Kasteel Nijenborgh · Kasteel Nijswiller · Nijthuysen · Kasteel Obbicht · Oedenrade · Kasteel Ooijen · Kasteel Oost (Valkenburg) · Kasteel Oost (Oost-Maarland) · Kasteel Ouborg · Overen · Kasteel Passarts-Nieuwenhagen · Prickenis · Prinsenhof · Puth · De Putting · Raath · De Raay · Ravenhof · Kasteel Reijmersbeek · Kasteel van Rijckholt · Kasteel Rivieren · Rodenbroek · Rosendaal · Kasteel Schaesberg · Kasteel Schaloen · Te Scharen · Schenkenburg · Kasteel Scheres · De Spijker (Geijsteren) · De Spijker (Leeuwen) · Huis Severen · Sibberhuuske · Château St. Gerlach · Spraland · Huis De Spyker · Huize Stalberg · Stalberg (Wellerlooi) · De Steeg · Kasteel Stein · Steinhagen · Steenen Huis · Stoel van Swentibold · Strijthagen (Landgraaf) · Strijthagen (Welten) · Struyver · Kasteel Terborgh · Terlinden (Wijnandsrade) · Terveurdt · Ter Weyer · Kasteel Ter Worm · De Tombe · Huis De Torentjes · Triest · Trippaert · Kasteel Vaalsbroek · Kasteel Vaeshartelt · Valkenburg · Vliek · De Vroenhof · Vrijburg · Kasteel Wambach · Warenberg · Well · Weyershof ·  Wijlre · Kasteel Wijnandsrade · Wijnandsrade · Wijnantshof · Wissegracht · Huize Witham · Kasteel Wittem · Wolfrath · Wylre